# Pedicia apusenica
Pedicia apusenica är en tvåvingeart som beskrevs av Ujvarosi och Jaroslav Stary 2003. Pedicia apusenica ingår i släktet Pedicia och familjen hårögonharkrankar.
Artens utbredningsområde är Rumänien. Inga underarter finns listade i Catalogue of Life.